# Пань Чжаньлінь
Пань Чжаньлінь (кит.: 潘占林 Pān Zhàn-lín, * 1942, Хебей, Китай) — китайський дипломат, Надзвичайний і Повноважний Посол.

## Біографія
Народився у вересні 1942 року в провінції Хебей. Навчався у Хейлунцзянському університеті.
З 1970 по 1975 — аташе посольства КНР в СРСР.
З 1975 по 1980 — співробітник Департаменту СРСР та соціалістичних країн Східної Європи МЗС Китаю в Пекіні
З 1980 по 1985 — 3-й, 2-й, 1-й секретар посольства КНР в СРСР.
З 1985 по 1990 — 1-й секретар, завідувач відділу, радник Департаменту СРСР та соціалістичних країн Східної Європи МЗС Китаю.
З 1990 по 1992 — радник посольства КНР у СРСР та в Росії.
З 1992 по 1995 — Надзвичайний і Повноважний Посол Китаю (КНР) в Бішкеку (Киргизстан).
З травня 1995 по квітень 1998 — Надзвичайний і Повноважний Посол КНР в Києві (Україна).
У 1998—2000 рр. — Надзвичайний і Повноважний Посол КНР в Белграді (Югославія).
У 2000—2003 рр. — Надзвичайний і Повноважний Посол КНР в Тель-Авіві (Ізраїль).